# Amerotyphlops minuisquamus
Amerotyphlops minuisquamus är en ormart som beskrevs av Dixon och Hendricks 1979. Amerotyphlops minuisquamus ingår i släktet Amerotyphlops och familjen maskormar. Inga underarter finns listade i Catalogue of Life.
Denna orm förekommer i norra Brasilien samt i angränsande områden av Peru, Colombia, Venezuela och regionen Guyana. Arten lever i regnskogar och i återskapade skogar. Den hittas ibland nära samhällen. Honor lägger ägg.
För beståndet är inga hot kända. Hela populationen antas vara stor. IUCN listar arten som livskraftig (LC).